# 聖韋內拉
聖韋內拉，是馬耳他的市镇，位於馬爾他島中部，處於首都瓦萊塔以西。市镇面積为0.9平方公里，2019年人口数量为7,590人。
馬爾他騎士團於十七世紀在該鎮興建水道，